# ラスムス・ニコライセン
ラスムス・シュミット・ニコライセン（Rasmus Schmidt Nicolaisen, 1997年3月16日 - ）は、デンマーク・中央ユラン地域 アウルム出身のサッカー選手。リーグ・アン・トゥールーズFC所属。ポジションは DF。

## クラブ経歴

### FCミッティラン
2017年にFCミッティランのトップチームに昇格、3月17日のデンマーク・カップのケレルプIF戦でプロデビュー。4月16日のリンビーBK戦でデンマーク・スーペルリーガ初出場。6月1日のラナースFC戦ではプロ初ゴールを決め、以降出場機会を増やす。

### ポーツマスFC
2020年9月20日、ポーツマスFCへの1年間のローン移籍が発表。加入後最終ラインで起用され、EFLリーグ1 (3部リーグ)で21試合に起用されるも、2020-21シーズンは8位に終わり、EFLチャンピオンシップ (2部リーグ)昇格はならず。

### トゥールーズFC
2021年8月17日、トゥールーズFCと4年契約を締結。加入1年目の2021-22シーズンは2部リーグのリーグ・ドゥで優勝し、リーグ・アン復帰に貢献。2022-23シーズンにはカップ戦クープ・ドゥ・フランス優勝を経験。2024年3月29日には2026年までの契約延長に合意。同年8月にはウェストハム・ユナイテッドFCからの関心が報じられた。

## 代表経歴
2013年から2年間、ユース世代のデンマーク代表でプレーした。

## 人物
- トゥールーズFC在籍中の2023年、ニコライセンはチーム内で多額の金銭トラブルを撒き散らし、オナイウ阿道もそのトラブルに巻き込まれた事が報じられた[5][6][7]。